# Хищение
Хищение — совершённое с корыстной целью противоправное безвозмездное изъятие и (или) обращение чужого имущества в пользу виновного или других лиц, причинившее ущерб собственнику или иному владельцу этого имущества. Важно отметить три составляющих имущества, на которое совершено посягательство. Это материальный аспект, означающий, что посягательство происходит на вещь материального мира, экономический — эта вещь имеет свою цену и юридический, который касается собственности, установленной в отношении конкретного имущества.

## Признаки
- Предмет хищения — имущество, которое обладает признаками вещи и имеет товарную стоимость.
- Хищение имеет сложный характер.
- Противоправность хищения.
- Безвозмездность хищения.
- Причинение ущерба собственнику.

## Формы хищения
- Кража — тайное хищение имущества.
- Грабёж — открытое хищение имущества без применения насилия или с применением насилия, не опасного для жизни и здоровья, либо с угрозой применения такого насилия.
- Разбой — нападение в целях хищения имущества с применением опасного для жизни или здоровья насилия либо с угрозой применения такого насилия.
- Мошенничество — хищение имущества путём обмана или злоупотребления доверием.
- Присвоение — неправомерное обращение в свою собственность имущества или денег, вверенных преступнику для какой-либо цели.
- Растрата — самостоятельная форма хищения, при которой имущество, вверенное преступнику, незаконно и безвозмездно истрачивается, расходуется, продается, либо передается третьим лицам.
- Мародёрство — хищение собственности на оккупированных территориях в военное время. В широком смысле — любое хищение с использованием возникшей чрезвычайной ситуации (техногенная катастрофа, стихийное бедствие, военная агрессия).
- Святотатство — хищение церковного имущества, собственности церкви или религиозной общины. В старину числилось как преступление и экономическое, и против религии.